# リトマスゴケ
リトマスゴケ（リトマス苔、利篤謨斯苔）は、リトマスゴケ科に属する地衣類の総称で、主に地中海地方・西アフリカ沿岸に分布。海岸の岩石や樹上に着生しており、このリトマスゴケから抽出して得た紫色の色素がリトマスである。リトマスゴケは、1300年頃にスペインの医師・薬剤師であったアルナルドゥス・デ・ビラ・ノバ(Arnaldus de Villa Nova)により発見され、その語源は一説によると古ノルド語の”litmosi”に由来するとされており、”lit”は染料や色、”mosi”は苔(コケ)の意味である。
リトマスは、アゾリトミンやエリスロリトミンをはじめとする数種類の化合物からなる混合物で、抽出されたリトマスをアルコールに溶かし、これにアンモニアまたは塩酸(もしくは硫酸)を添加してあらかじめ赤色と青色に変色させ、ろ紙に浸して乾燥させて切り分けたものがリトマス試験紙である。
水溶液が酸性の場合は青リトマス試験紙は赤色に、アルカリ性の場合は赤リトマス試験紙は青色にそれぞれ変色する。